# 塞斯·梅耶斯
塞斯·亚当·梅耶斯（英語：Seth Adam Meyers，1973年12月28日—）是一位美国演员、配音演员、编剧、制作人、电视节目主持人和喜剧演员。他于2001年起加入全国广播公司喜剧节目《周六夜现场》，2006年成为首席编剧，并曾担任该节目的新闻讽刺环节“周末新闻播报”的主播。2014年2月起，梅耶斯开始担任全国广播公司脱口秀节目《塞斯·梅耶斯深夜秀》的主持人。

## 早年生活
梅耶斯于1972年12月28日出生于美国伊利诺伊州埃文斯顿。其母亲希拉里·克莱尔（Hilary Claire）婚前本姓奥尔森（Olson），是一位中学法语教师；梅耶斯的父亲小劳伦斯·梅耶斯（Laurence Meyers, Jr.）则是从事金融业的工作。梅耶斯的弟弟是演员乔什·梅耶斯。梅耶斯的外祖父是犹太人，而父亲一支的家族则有捷克（梅耶斯祖母）、瑞典、英国和德国的多国混血血统。他曾在数个犹太社区中心进行表演，但并不认为自己是犹太人。梅耶斯在新罕布什尔州曼彻斯特及其郊区长大，高中毕业于曼彻斯特西部高中。随后他被埃文斯顿的西北大学录取，在校期间成为该校兄弟会Phi Gamma Delta的成员。

## 事业

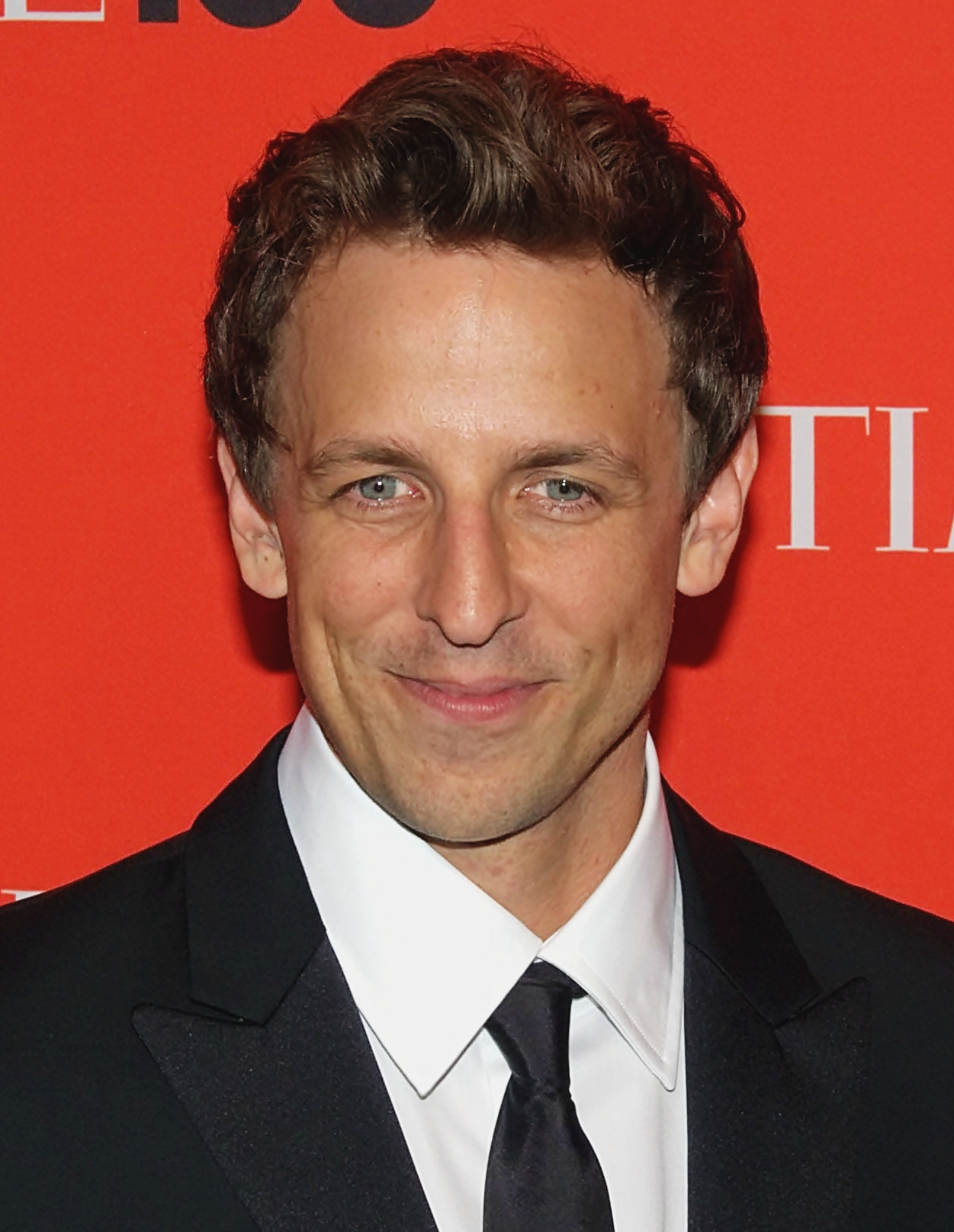
2010年5月4日，塞斯·梅耶斯出席《时代》杂志百大人物晚会.

在加入《周六夜现场》之前，梅耶斯是西北大学的即兴喜剧社团“Mee-Ow”的成员，这也是他即兴喜剧事业的开端。梅耶斯随后加入了芝加哥著名即兴喜剧社“ImprovOlympic”，与喜剧团体Preponderate一同工作。他还成为了阿姆斯特丹英语即兴喜剧团玻姆芝加哥剧院的成员之一，而他的弟弟乔什·梅耶斯也是该剧团的成员。
2004年，梅耶斯与約翰·趙共同出演了喜剧电影《See This Movie》。随后在2008年，他与布蘭登·費雪和安妮塔·布瑞姆共同参演了3D电影《地心冒險》。梅耶斯还在同年电影《愛情無限譜》中客串出演了一名醉汉。2008年7月，梅耶斯导演了网络节目供应商Crackle的网络剧集。梅耶斯还主持了2008和2009年连续两届威比奖颁奖典礼。2009年，他还主持了在华盛顿州西雅图塞弗科体育场举办的微软大会。2010和2011年，梅耶斯连续两年主持了由ESPN主办的体育奖项年度卓越体育表现奖。2011年4月，他担任了白宮記者協會晚宴的主持，在开场白中开了本·拉登的玩笑，而当时他并不知道，美国情报部门在当时已经锁定了本·拉登的藏身处，并已计划于次日由海豹突击队发动突袭。2014年，梅耶斯首次主持了当年的黄金时段艾美奖。

### 周六夜现场
梅耶斯于2001年加入《周六夜现场》剧组。2004年，梅耶斯为“周末新闻播报”主播一职试镜，若成功则将与蒂娜·菲合作主播这一节目环节，但最终不敌艾米·波勒。2005年，他升职为编剧总监，在同年升职成为首席编剧之一，与蒂娜·菲和安德鲁·斯蒂尔（Andrew Steele）共同就任这一职位。2006年，蒂娜·菲离开节目组，梅耶斯于是开始独自担任2006-2007一季的首席编剧一职，并与波勒搭档主播“周末新闻播报”环节。而2008年波勒离开节目组后，梅耶斯开始独自一人担任这一环节主播的职位，直至2013年塞西莉·斯特朗开始与他搭档主播。2013-2014一季，这一环节由此二人共同主播。而在2009年秋季，梅耶斯还与艾米·波勒搭档主持了两集“周六夜现场周末新闻播报周四版”。
在2008年美国总统选举期间，梅耶斯为节目撰写了大量讽刺共和党副总统候选人莎拉·佩林的喜剧小品，而这些小品则一般由与佩林长相酷似的蒂娜·菲表演。而蒂娜·菲在一次参加脱口秀节目《大卫·莱特曼晚间秀》时也证实了此事。
在《周六夜现场》节目中，梅耶斯曾模仿了多位名人，其中包括约翰·、米高·肯恩、安德森·库珀、Carrot Top、查尔斯王子、瑞安·西克雷斯特、西恩·潘、斯通·菲利普斯、托比·马奎尔、培頓·曼寧、本·柯蒂斯、泰·佩宁顿、比尔·考赫、布萊恩·威廉姆斯、妮可莱特·谢里登、韦德·罗伯森、小、汤姆·克鲁斯和凯文·费德林等。
梅耶斯在2007年－2008年美国编剧协会大罢工期间对罢工表示支持。他在一次采访中表示，“我们都知道能到到这份工作是多么幸运的一件事。我们要求的并不多。只是这些规则应该做出改变了，因为人们现在看电视的方式已经和以前不一样了。”尽管如此，他也表示很遗憾因为罢工错过了2008年美国总统选举部分初选阶段。
2014年2月1日，梅耶斯参加了其个人的最后一期《周六夜现场》。在节目中，塞西莉·斯特朗和他一同主播了“周末新闻播报”环节，而其好友艾米·波勒、比尔·海德、安迪·萨姆伯格、弗雷德·阿米森等人出席节目为他送行。

### 深夜秀
2013年5月12日，全国广播公司宣布梅耶斯将于2014年接替吉米·法伦成为《深夜秀》新任主持人，以填补法伦离开节目主持《今夜秀》留下的空缺。随后梅耶斯宣布将邀请艾米·波勒作为自己主持的《深夜秀》首期节目嘉宾。2014年2月10日，梅耶斯又公布了节目驻场乐队将由其在《周六夜现场》工作时的同事弗雷德·阿米森担任主唱。2月24日，梅耶斯主持的《深夜秀》正式首播，艾米·波勒和美国副总统乔·拜登参加了首期节目。

### 其他
梅耶斯参加了精彩电视台的电视竞赛节目，并在节目中赢得为抗癌组织吉米基金会提供的10万美元捐款。2008年，他还为贝拉克·奥巴马的总统竞选活动捐资4000美元。梅耶斯还和曾与他在《周六夜现场》共事的演员比尔·海德共同撰写了《蜘蛛侠》漫画中的一期。这期漫画由凯文·马奎尔绘制，于2009年5月29日出版。梅耶斯还与《周六夜现场》的迈克·舒梅克（Mike Shoemaker）共同创作了动画剧集《The Awesomes》。这部动画片由洛恩·迈克尔斯的制片公司制作，并在全国广播公司旗下的Hulu.com播出。

## 个人生活
梅耶斯于2013年7月与相恋多年的女友艾利克斯·阿什（Alexi Ashe）订婚。二人于2013年9月1日在马萨诸塞州马萨葡萄园岛完婚。
梅耶斯本人是波士頓紅襪、波士顿凯尔特人、匹兹堡钢人（其父为匹兹堡人）、西北大学野猫（其母校校队）和英超球队西汉姆联的球迷。他还热爱作家乔·希尔的超自然漫画系列《Locke & Key》。

## 影视作品

### 电影作品
| 年份 | 影片               | 饰演角色            | 备注 |
| ---- | ------------------ | ------------------- | ---- |
| 2004 | 《See This Movie》 | 杰克·巴里莫尔（Jake Barrymore）   |      |
| 2004 | 《》               | 蒂姆·希利（Tim Healy）       | 短片 |
| 2004 | 《》               | 旁白                | 短片 |
| 2005 | 《》               | 史蒂文（Steven）          |      |
| 2005 | 《》               | 不满的傻瓜          | 短片 |
| 2006 | 《》               | 切特·克罗格（Chet Krogl）     |      |
| 2008 | 《地心冒險》       | 艾伦·基琴斯教授（Professor Alan Kitzens） |      |
| 2008 | 《愛情無限譜》     | 醉汉                |      |
| 2009 | 《》               | 威廉·拉什菲尔德（William Rushfield） |      |
| 2011 | 《凱特的慾望日記》 | 克里斯·邦斯（Chris Bunce）     |      |
| 2011 | 《101次新年快樂》  | 格里芬（Griffin）          |      |

| 年份      | 名称                             | 饰演角色           | 备注                                 |
| --------- | -------------------------------- | ------------------ | ------------------------------------ |
| 2001      | 《政界小人物》                   | 道格（Doug）           | 1集                                  |
| 2001–2014 | 《周六夜现场》                   | 本人及其他多个角色 | 253集；首席编剧                      |
| 2008–2012 | 《周六夜现场周末新闻播报周四版》 | 本人               | 8集；首席编剧                        |
| 2010      | 2010年度卓越体育表现奖           | 本人（主持）       | 电视特别节目                         |
| 2011      | 白宫记者协会晚宴                 | 本人               | 电视特别节目                         |
| 2011      | 2011年度卓越体育表现奖           | 本人（主持）       | 电视特别节目                         |
| 2012      | 《明迪烦事多》                   | 马特（Matt）           | 1集                                  |
| 2013      | 《办公室》                       | 本人               | 1集                                  |
| 2013      | 《The Awesomes》                 | 普洛克（Prock）（配音） | 兼任创作、编剧、执行制作人、配音演员 |
| 2014至今  | 《塞斯·梅耶斯深夜秀》            | 本人（主持）       | 兼任编剧及执行制作人                 |

## 获奖及提名
| 年份 | 奖项                                      | 提名作品                                        | 结果 |
| ---- | ----------------------------------------- | ----------------------------------------------- | ---- |
| 2008 | 美国编剧工会奖：最佳喜剧/综艺或脱口秀节目 | 《周六夜现场》                                  | 提名 |
| 2008 | 黄金时段艾美奖：最佳综艺节目编剧          | 《周六夜现场》                                  | 提名 |
| 2009 | 美国编剧工会奖：最佳喜剧/综艺或脱口秀节目 | 《周六夜现场》                                  | 獲獎 |
| 2009 | 黄金时段艾美奖：最佳综艺节目编剧          | 《周六夜现场》                                  | 提名 |
| 2010 | 美国编剧工会奖：最佳喜剧/综艺或脱口秀节目 | 《周六夜现场》                                  | 獲獎 |
| 2010 | 黄金时段艾美奖：最佳综艺节目编剧          | 《周六夜现场》                                  | 提名 |
| 2011 | 美国编剧工会奖：最佳喜剧/综艺或脱口秀节目 | 《周六夜现场》                                  | 提名 |
| 2011 | 黄金时段艾美奖：最佳综艺节目编剧          | 《周六夜现场》                                  | 提名 |
| 2011 | 黄金时段艾美奖：最佳原创音乐及歌词        | 《周六夜现场》：贾斯汀·汀布莱克开场白           | 獲獎 |
| 2012 | 美国编剧工会奖：最佳喜剧/综艺或脱口秀节目 | 《周六夜现场》                                  | 提名 |
| 2012 | 金酸莓獎：最差荧屏搭档                    | 《新年前夜》                                    | 提名 |
| 2012 | 黄金时段艾美奖：最佳综艺节目编剧          | 《周六夜现场》                                  | 提名 |
| 2012 | 黄金时段艾美奖：最佳原创音乐及歌词        | 《周六夜现场》：《I Can't Believe I'm Hosting》 | 提名 |
| 2013 | 美国编剧工会奖：最佳喜剧/综艺或脱口秀节目 | 《周六夜现场》                                  | 提名 |
| 2013 | 黄金时段艾美奖：最佳综艺节目编剧          | 《周六夜现场》                                  | 提名 |
| 2013 | 黄金时段艾美奖：最佳综艺特别节目编剧      | 《周六夜现场周末新闻播报周四版》                | 提名 |
| 2013 | 黄金时段艾美奖：最佳综艺特别节目编剧      | 第70届金球奖颁奖典礼                            | 提名 |
| 2014 | 美国编剧工会奖：最佳喜剧/综艺或脱口秀节目 | 《周六夜现场》                                  | 提名 |